# Air Fecteau
Air Fecteau était une compagnie québécoise d'aviation de brousse.

## Histoire

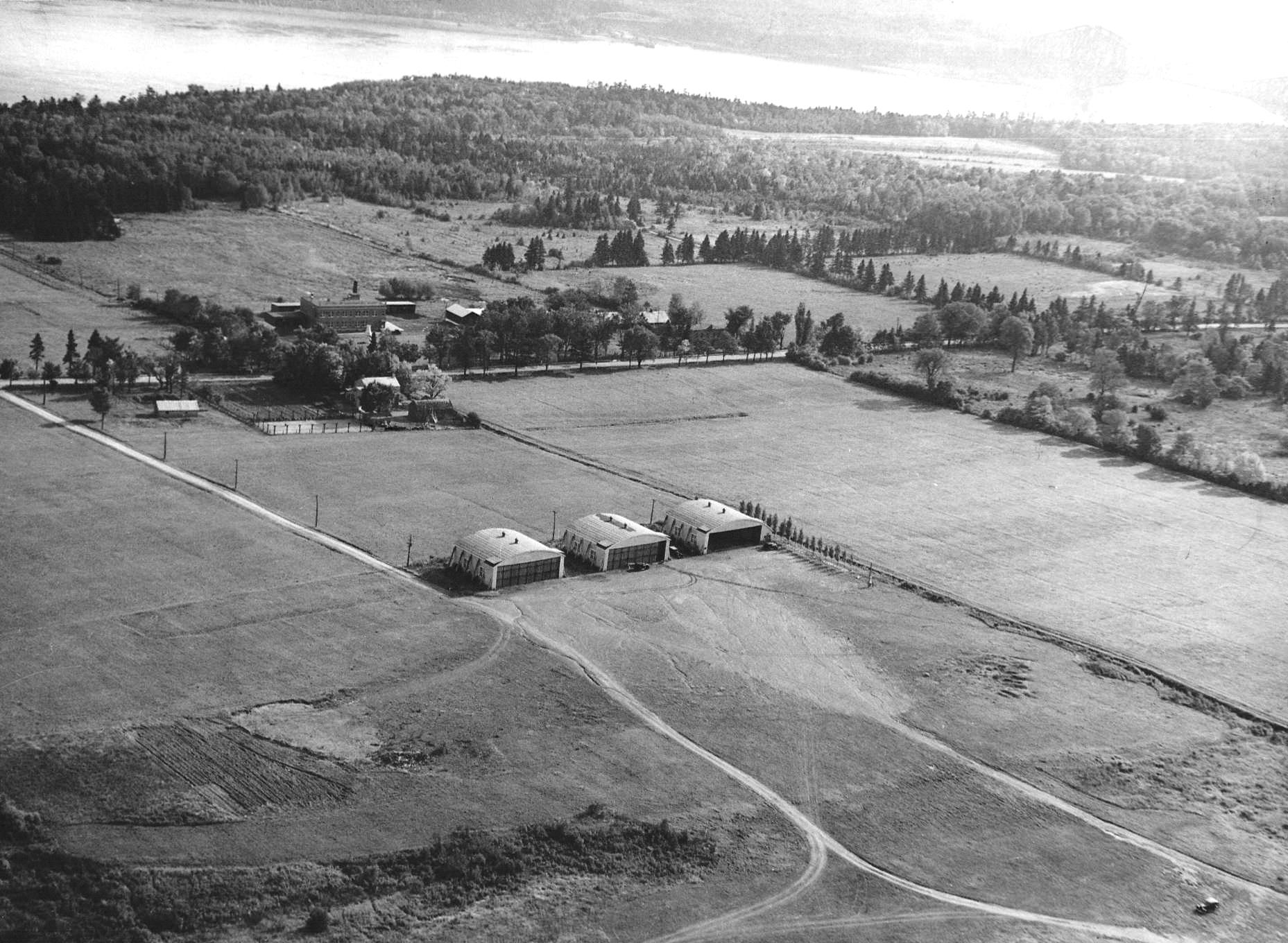
Hangars de l'aérodrome du Bois-Gomin.

Arthur Fecteau, originaire de Sainte-Marie-de-Beauce a commencé sa carrière de pilote en 1930 à l'aérodrome du Bois Gomin, suivant les traces de son frère Joseph.
La compagnie aérienne a été créée en 1936 sous le nom de Fecteau Air Services par Arthur Fecteau. Son frère pilote les liaisons vers la Côte-Nord et Arthur, celles vers Abitibi. Leur premier appareil est un Travel Air 2000 qu'ils réparent. Après un certain temps, ils acquièrent un Junkers W 34 , un de Havilland Fox Moth et, plus tard, un Noorduyn Norseman.
Fecteau proposait des vols charters de Senneterre vers le nord de l’Abitibi. La compagnie en croissance acquiert de nouveaux modèles d'avions de brousse sur le marché, comme le Beaver et le Otter. En 1967, Arthur Fecteau vend la compagnie à Québecair avec d’une douzaine de Beavers et d'Otter, de même que les liaisons de Senneterre vers Chibougamau, Matagami, Rupert House (Waskaganish) et de nombreux autres lieux isolés.

## Flotte

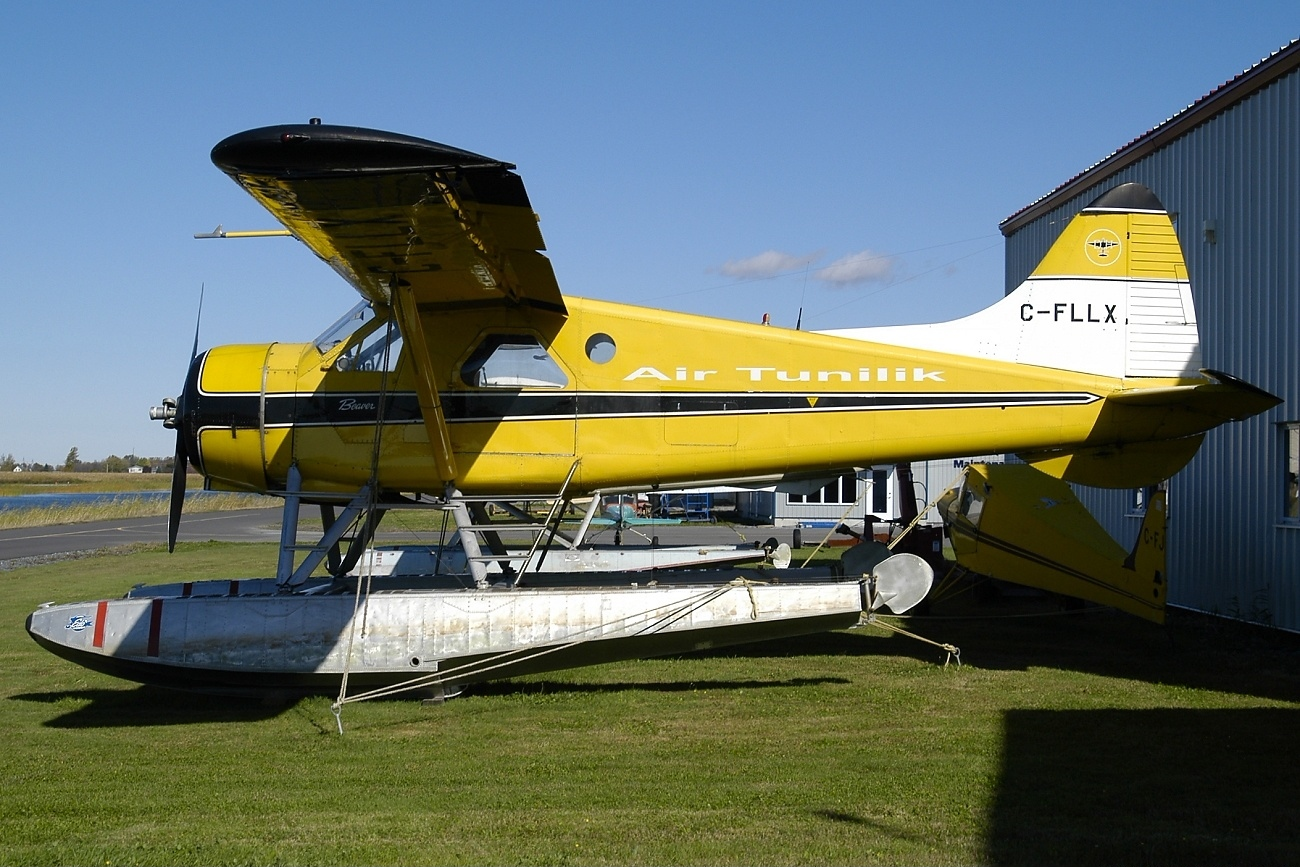
L'un des DHC-2 Beaver ayant appartenu à Air Fecteau.

Air Fecteau a opéré les aéronefs suivants : 
- Travel Air 2000
- de Havilland Fox Moth
- Junkers W 34
- Noorduyn Norseman
- de Havilland Beaver
- de Havilland Otter
- Cessna 180
- Douglas DC-3

## Pilotes
Le pilote de brousse Thomas Fecteau œuvre au sein de l'entreprise de 1947 à 1955. Il est le neveu d'Arthur et Joseph Fecteau,.